# Abutilon pilosocinereum
Abutilon pilosocinereum är en malvaväxtart som beskrevs av Adrianus Dirk Jacob Meeuse. Abutilon pilosocinereum ingår i släktet klockmalvor, och familjen malvaväxter. Inga underarter finns listade i Catalogue of Life.